# 水门市场

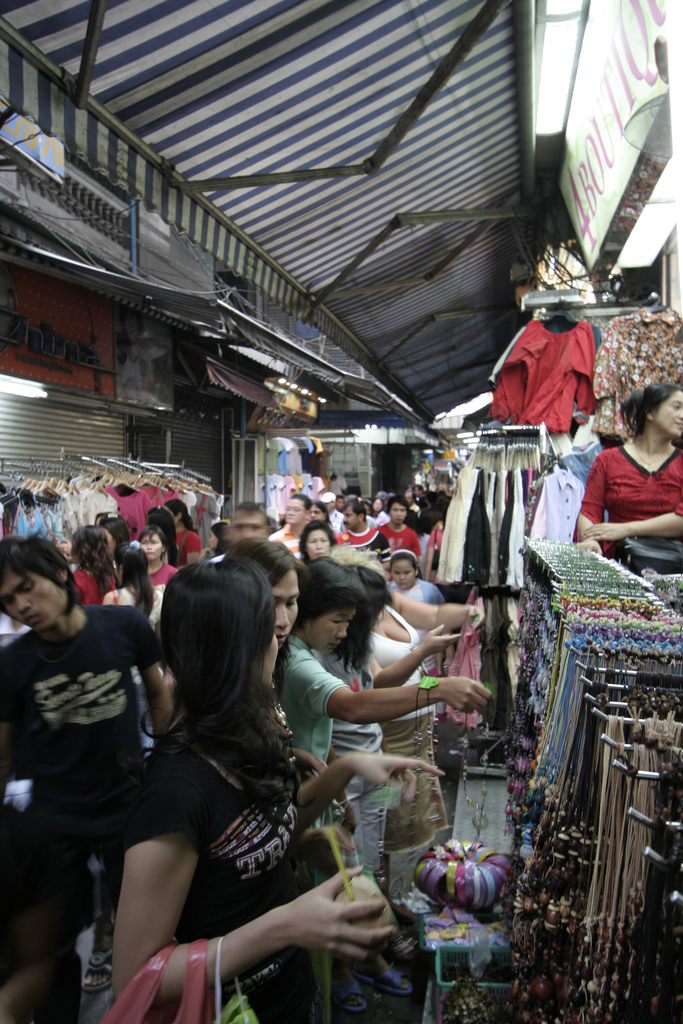
水门市场

水門市場，泰國曼谷拉差贴威县的成衣市場，是泰國最大的成衣批發市場，亦有小食、手錶和手工藝品售賣。
2016年，曼谷市政府集中清理在水门市场一带挤占行车道的商贩摊位。水门市场批发出售各式成衣及纺织品，吸引世界各地买家，亦成为曼谷一处旅游地标，故较依赖游客光顾维持人气。2020年，受到2019冠状病毒病疫情影响，水门市场步入萧条。